# Realtà virtuale fotografica
La realtà virtuale fotografica o fotografia VR (dall'inglese: Virtual Reality, realtà virtuale) è la visione interattiva di fotografie panoramiche grandangolari, ad ampio angolo, genericamente fotografie circolari a 360 gradi o con visione sferica. I risultati sono noti come fotografia VR (o foto VR), foto a 360° o foto sferica, nonché panorama interrattivo o panorama immersivo.
La fotografia VR è l'arte di catturare e creare una scena completa come una singola immagine, vista in rotazione da una singola posizione centrale. Si esegue facendo una serie di fotografie scattate da un unico punto in rotazione orizzontale a 360 gradi  e unendole utilizzando programmi di fotoelaborazione ad hoc.
I panorami VR possono essere visti attraverso lettori multimediali, di cui il più diffuso era negli anni '90 del XX secolo QuickTime VR, o più tardi Adobe Flash Player o attraverso servizi web come CleVR e 360 cities.
QuickTime (QTVR) fu il primo formato panorama interattivo, ma ora vi è sempre un crescente numero di lettori e plug in basati su Java, Silverlight e OpenGL e WebGL, e JavaScript.
I panorami VR vengono definiti sferici quando coprono per intero lo spazio circostante: 360° sull'asse orizzontale e 180° sull'asse verticale senza soluzione di continuità. Ci danno la possibilità di guardare dal punto sotto a quello sopra al punto di osservazione con un'escursione di 180°. Esempi di panorami sferici si possono trovare su vari siti anche commerciali.
La realtà virtuale oggigiorno viene utilizzata anche negli ecommerce (negozi online) per rappresentare al meglio il prodotto venduto. attraverso delle fotografie a 360° interattive.